# Filipiny na Zimowych Igrzyskach Olimpijskich 1988
Filipiny na Zimowych Igrzyskach Olimpijskich 1988 reprezentował jeden zawodnik – Raymund Ocampo, który wystartował w saneczkarstwie.
Był to drugi start Filipin na zimowych igrzyskach olimpijskich. Był to powrót Filipin do zimowych igrzysk olimpijskich po 16 latach przerwy.

## Saneczkarstwo
Mężczyźni
- Raymund Ocampo
  - Jedynki - 35. miejsce